# Meurtres à l'île de Ré
Pour plus de détails, voir Fiche technique et Distribution.
Meurtres à l'île de Ré est un téléfilm français de la collection Meurtres à..., diffusé en 2016.

## Synopsis
Vincent Pelletier est chargé de l'enquête sur la mort d'un homme retrouvé vêtu d'une tenue de bagnard sur une plage de l'île de Ré. L'enquête promet d'être délicate car la victime est un ami proche du procureur Clergeau, chargé de l'affaire. Sur l'île, Vincent croise sa demi-sœur, Margaux. Contrairement à lui, Margaux rend visite régulièrement à leur père incarcéré pour viol et meurtre. La jeune femme est convaincue de son innocence, contrairement à Vincent, et cherche à l'innocenter. Petit à petit, il semble que les deux affaires pourraient être liées.

## Fiche technique
- Titre : Meurtres à l'île de Ré
- Réalisation : François Basset, Jules Maillard
- Scénario : Marie Deshaires, Catherine Touzet
- Directeur de la photographie : Pascal Caubère
- Montage : Vincent Zuffranieri
- Musique : François Liétout
- Production : Iris Bucher
- Sociétés de production : Quad Drama, France Télévisions, RTS, RTBF
- Genre : Thriller
- Durée : 1 h 30 minutes
- Dates de première diffusion : 
  -  Belgique, le 3 avril 2016 sur La Une ;
  -  France, le 23 avril 2016 sur France 3.

## Distribution
- Bruno Salomone : Vincent Pelletier
- Lucie Lucas : Margaux Pelletier
- Théo Frilet : Robin Garnier
- Philippe Torreton : Le Grand-Père
- Christophe Odent : Phillippe Clergeau
- Jean-Michel Noirey : Serge Pelletier
- Aude Candela : Céline Jardin
- Virgil Davin : Frédéric Aubert
- Florent Bigot de Nesles : Alex Bodin
- Marie-Catherine Conti : Agnès Darcourt
- Robin Barde : Benjamin Sallier
- Richard Ecalle : Michel Rouard
- Catherine Rouzeau : la légiste
- Nicole Gueden : Solange Martineau
- Julie Beriod : Solange Martineau enfant
- Clara Soulier : Odette Martineau
- Bertrand Malherbe : Maître Flament
- François Briault : Michel Blachère
- Carine Kermin : Évelyne Blachère

## Tournage
Les deux acteurs principaux, Lucie Lucas et Bruno Salomone, sont des habitués des séries populaires Clem et Fais pas ci, fais pas ça. Leurs personnages sont ici très différents. Ils avaient déjà joué ensemble dans Le Secret d'Élise.
Le tournage s'est déroulé sur un mois à partir du 26 novembre 2015, dans l'île de Ré.

## Audience
- France : 4,47 millions de téléspectateurs (première diffusion) (19,4 % de part d'audience)

Lors de sa diffusion sur France 3, le 23 avril 2016, le téléfilm a rassemblé, en France, 4,47 millions de téléspectateurs, soit 19,4 % de part d'audience, se plaçant en deuxième position derrière The Voice : La Plus Belle Voix.

## Autour du film
- Ce téléfilm fait partie de la collection Meurtres à.
- Comme dans Brice de Nice et dans Brice de Nice 3, Bruno Salomone incarne pour quelques scènes un surfeur.